# Atmospheric Brown Cloud

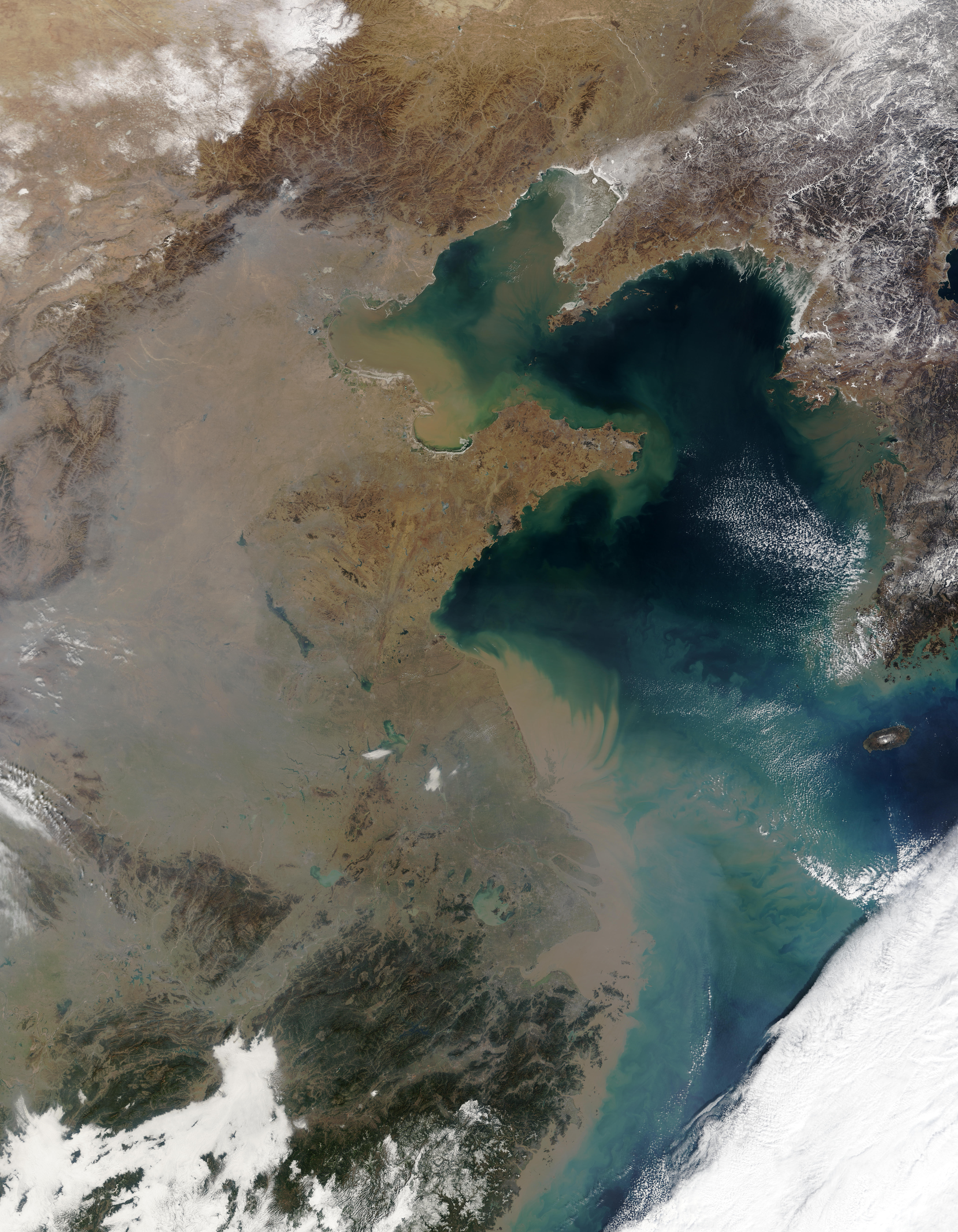
Eine Atmospheric Brown Cloud über China

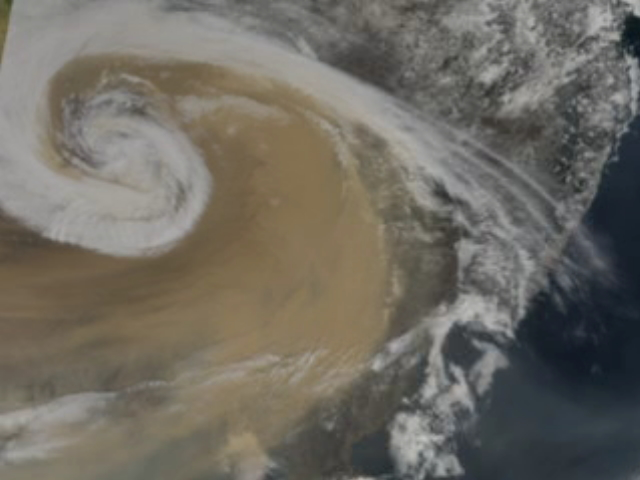
Großer Brown Cloud Sturm über Asien

Eine Atmospheric Brown Cloud (kurz ABC) ist ein Umweltphänomen, das auf Satellitenbildern wie eine braune Wolke aussieht, dabei aber nicht aus flüssigem Wasser wie normale Wolken, sondern aus Staub und Abgasen besteht.

## Auswirkungen
Die Atmospheric Brown Cloud über dem nördlichen Indischen Ozean hat Auswirkungen auf die Erwärmung durch Strahlung, die atmosphärischen Gase, die Wasserversorgung, die Gesundheit der Lebewesen sowie auf die Landwirtschaft der Region. Insbesondere werden Atmospheric Brown Clouds als eine der Ursachen dafür angesehen, dass die Temperatur nicht so schnell ansteigt, wie nach einigen Modellen zu erwarten war. Man schätzt, dass Atmospheric Brown Clouds die Erderwärmung bislang um 50 Prozent verlangsamt haben. Durch die Absorption des Sonnenlichts durch die Atmospheric Brown Clouds wird jedoch nicht nur die Oberfläche abgekühlt, sondern auch die Atmosphäre aufgeheizt. Wissenschaftler vermuten, dass dies schädliche Auswirkungen haben könnte.